# Perieges
Genre
Perieges est un genre d'insectes de l'ordre des coléoptères .

## Première publication
(la) CJ Schönerr, Genera et species Curculionidum, cum synonymia hujus familae species novæ, tome 6 vol. 2 p.419 (1842) Texte complet

## Liste d'espèces
Selon Catalogue of Life (30 août 2014) :
- Perieges bardus
- Perieges humeralis
- Perieges minor